# Nazionale femminile under 19 di calcio dell'Inghilterra
La nazionale Under-19 di calcio femminile dell'Inghilterra è la rappresentativa calcistica femminile internazionale dell'Inghilterra formata da giocatrici al di sotto dei 19 anni, gestita dalla Federazione calcistica dell'Inghilterra (The Football Association - TheFA).
Come membro dell'Union of European Football Associations (UEFA) partecipa a vari tornei di calcio giovanili internazionali riservati alla categoria, come al Campionato europeo UEFA Under-19 e ai tornei a invito come il Torneo La Manga.
Grazie alla sua unica vittoria al Campionato europeo femminile di calcio di categoria, nell'edizione di Bielorussia 2009, e ai tre secondi posti, Islanda 2007, Macedonia 2010 e Galles 2013, è classificata al quinto posto nel medagliere del torneo.

## Partecipazioni ai tornei internazionali

### Piazzamenti agli Europei Under-19
- 1998: Non qualificata (Under-18)
- 1999: Non qualificata (Under-18)
- 2000: Non qualificata (Under-18)
- 2001: Non qualificata (Under-18)
- 2002: Semifinale
- 2003: Semifinale
- 2004: Non qualificata
- 2005: Fase a gironi
- 2006: Non qualificata
- 2007: Secondo posto
- 2008: Fase a gironi
- 2009: Campione
- 2010: Secondo posto
- 2011: Non qualificata
- 2012: Fase a gironi
- 2013: Secondo posto
- 2014: Fase a gironi
- 2015: Fase a gironi
- 2016: Non qualificata
- 2017: Fase a gironi
- 2018: Non qualificata
- 2019: Fase a gironi
- 2020 - 2021: Tornei annullati a causa della Pandemia di COVID-19
- 2022: Fase a gironi
- 2023: Non qualificata
- 2024: Semifinale
- 2025: Fase a gironi

## Tutte le rose

### Europei femminili Under-19
Campionato d'Europa Femminile U-19 UEFA 20091 Spencer, 2 Weston, 3 Flaherty, 4 Allen, 5 Bronze, 6 Harrop, 7 Christiansen, 8 Nobbs, 9 Duggan, 10 Hinnigan, 11 Moore, 12 Prosser, 13 Baker, 14 Coombs, 15 Bonner, 16 Holbrook, 17 Stokes, 18 Bruton, CT: Marley